# Annette Schellenberg-Lagler
Annette Schellenberg-Lagler (* 1971 in Zürich) ist eine Schweizer Alttestamentlerin.

## Leben
Von 1991 bis 1998 studierte sie evangelische Theologie an der Universität Zürich. Von 1998 bis 2003 war sie wissenschaftliche Assistentin am Lehrstuhl für alttestamentliche Wissenschaft und altorientalische Religionsgeschichte an der Theologischen Fakultät der Universität Zürich. Nach der Promotion 2002 an der Theologischen Fakultät der Universität Zürich war sie von 2003 bis 2005 Visiting Scholar am Department of Near Eastern Languages and Cultures an der University of California, Los Angeles (mit einem Stipendium des Schweizerischen Nationalfonds). Von 2005 bis 2007 war sie Stipendiatin des Zürcher Nachwuchsförderungskredits. Von 2007 bis 2010 unterrichtete sie als Assistant Professor of Old Testament am San Francisco Theological Seminary und der Graduate Theological Union in San Anselmo/Berkeley. Von 2010 bis Januar 2015 dozierte sie als Associate Professor of Old Testament am San Francisco Theological Seminary und der Graduate Theological Union, San Anselmo/Berkeley, Kalifornien (mit tenure). Nach der Habilitation 2011 an der Theologischen Fakultät der Universität Zürich lehrt sie seit Februar 2015 als Professorin für Alttestamentliche Wissenschaft am Institut für Alttestamentliche Wissenschaft und Biblische Archäologie der Evangelisch-Theologischen Fakultät der Universität Wien.

## Schriften (Auswahl)
- Erkenntnis als Problem. Qohelet und die alttestamentliche Diskussion um das menschliche Erkennen (= Orbis biblicus et orientalis. Band 188). Vandenhoeck & Ruprecht, Göttingen 2002, ISBN 3-7278-1409-8 (zugleich Dissertation, Zürich 2002).
- Der Mensch, das Bild Gottes? Zum Gedanken einer Sonderstellung des Menschen im Alten Testament und in weiteren altorientalischen Quellen (= Abhandlungen zur Theologie des Alten und Neuen Testaments. Band 101). TVZ, Zürich 2011, ISBN 978-3-290-17606-8 (zugleich Habilitationsschrift, Zürich 2011).
- Kohelet (= Zürcher Bibelkommentare. AT. Band 17). TVZ, Zürich 2013, ISBN 3-290-14762-2.